# フォトニックバンド構造
フォトニックバンド構造（フォトニックバンドこうぞう、英: Photonic band structure）は、フォトニック結晶中を伝播する電磁波の分散関係に見られるバンド構造のことである。

## 概要
フォトニック結晶中では誘電率が周期的に変化するので、固体物理学における逆格子やブリュアンゾーンの考え方をそのまま使用できる。それらを利用して電磁波に関して波動方程式を解くことによって、固体中の電子と同様にバンド構造を持つ分散関係が得られる。このバンド構造をフォトニックバンド構造という。このバンド構造から、電磁波の伝播の様子を知ることができる。
フォトニックバンド構造は縦軸を電磁波の周波数、横軸を波数とするグラフとして図示されることが多い（電子のバンド構造は縦軸をエネルギーとすることが多い）。
フォトニックバンド構造の形状によっては電磁波の伝播できない周波数領域が存在することがあり、フォトニックバンドギャップ（光の禁止帯）と呼ぶ。これも、電子のバンドギャップと同様である。フォトニックバンドギャップができるかどうかは、フォトニック結晶の対称性などの条件に依る。

## 固体中の電子との類比
電子のバンド計算においては電子同士の相互作用のために波動方程式が非線形となり、多くの場合はセルフコンシステントに解くことによってバンド構造を求めるのに対し、電磁波の場合は波動方程式が線形であり、セルフコンシステントに解く必要がない。その分、電子のバンド計算と比べて計算量はずっと少なくて済む。

## 関連記事
- 物性物理学
- 光学
- FDTD